# هنری فورد
هنری فورد بزرگ (به انگلیسی: Henry Ford) (زاده ۳۰ ژوئیه ۱۸۶۳ – درگذشته ۷ آوریل ۱۹۴۷) کارآفرین، مخترع، نویسنده و نظریه‌پرداز آمریکایی بود که شرکت خودروسازی فورد را در سال ۱۹۰۳ تأسیس کرد.
وی مخترع خط تولید صنعتی است که نخستین بار با هدف تولید خودروی ارزان‌قیمت خط تولید را به کار گرفت. او نه تنها انقلابی در صنعت اروپا و آمریکا ایجاد کرد، بلکه ترکیب تولید انبوه کالا، دستمزد بالا برای کارگران و قیمت پایین پیشنهادی او چنان تأثیری بر اقتصاد و جوامع قرن بیستم ایجاد کرد که آن را فوردیسم نامیدند.
فورد دیدگاهی جهانی داشت و مصرف‌گرایی را باعث صلح در جهان می‌دانست. هنری فورد به یکی از مشهورترین و متمول‌ترین مردان تاریخ صنعت تبدیل شد. او پس از مرگ، همهٔ ثروتش را به بنیاد فورد بخشید، اما ترتیبی داد که خانواده‌اش برای همیشه کنترل آن را در دست داشته باشند. فورد در کنار فعالیت‌های صنعتی و اقتصادی، یک نظریه‌پرداز و نویسنده ماهر نیز بود.
هنری فورد به دلیل مخالفت با حضور ایالات متحده آمریکا در جنگ جهانی دوم معروف است. در سال ۱۹۱۸ نیمی از خودروهای آمریکا فورد مدل تی بودند، که نکته جالب در مورد آن‌ها مشترک بودن رنگ مشکی آن‌ها بود.
فورد در زندگینامه خود نوشته‌است: «هر مشتری می‌تواند خودرویی به رنگ دلخواه خود داشته باشد تا زمانی‌که این رنگ سیاه باشد.» تا پیش از راه‌اندازی خط تولید که برای فعالیت سریع‌تر تنها خودروی سیاه تولید می‌کرد، مدل تی به رنگ‌های دیگر مانند قرمز نیز تولید می‌شد.

## سال‌های اولیه

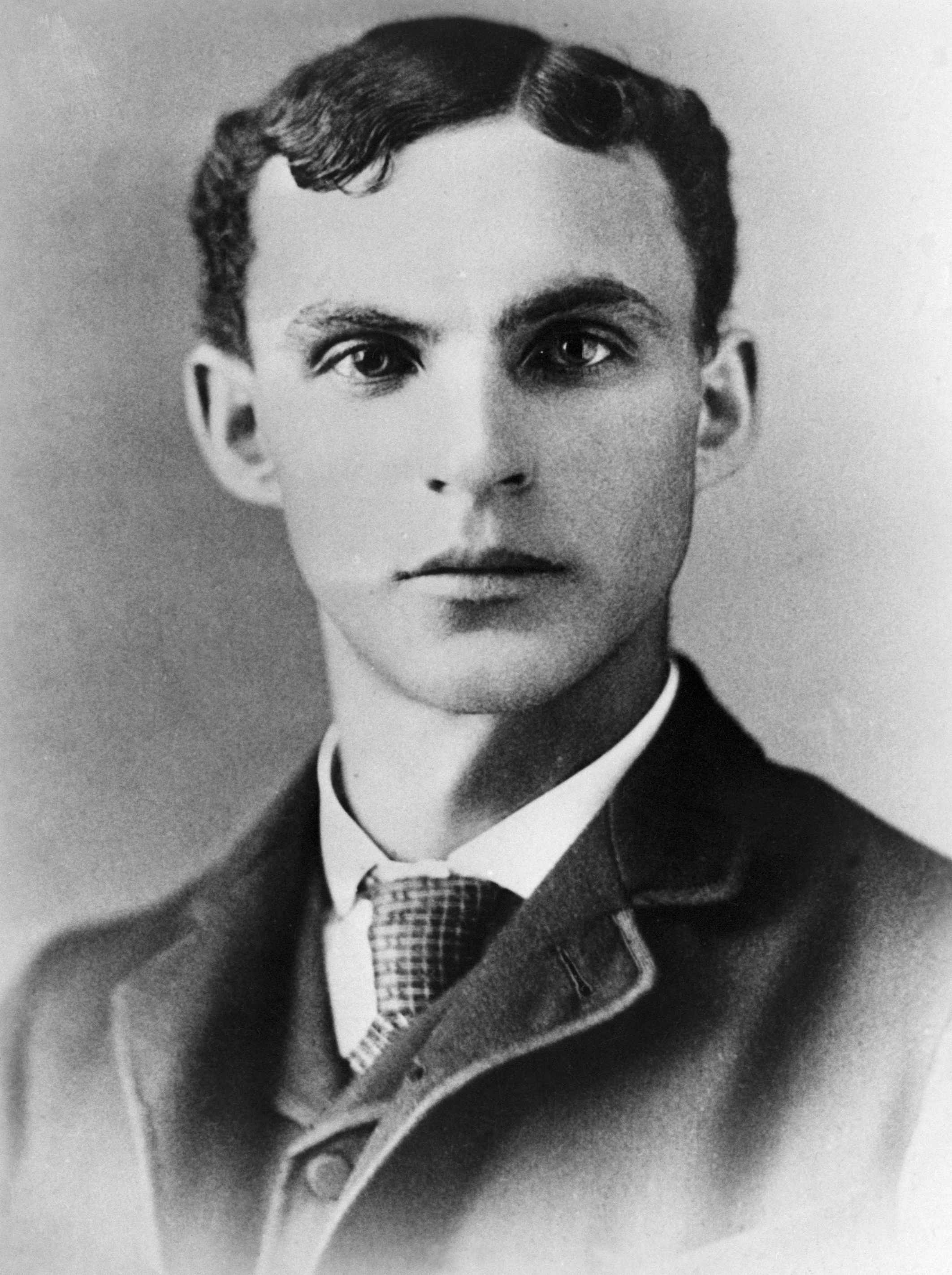
هنری فورد در ۲۵ سالگی (۱۸۸۸ میلادی)

هنری فورد در ۳۰ ژوئیه ۱۸۶۳ در مزرعه ای در دیربرن میشیگان به دنیا آمد. پدر او ویلیام فورد نام داشت و اصلیت او به غرب انگلستان بازمی‌گشت. مادر او ماری لیتوگت فورد بود، که از خانواده‌ای بلژیکی بود. او دو برادر و دو خواهر داشت.
فورد علاقه بسیاری به ابزار مکانیکی داشت. در ۱۵ سالگی به باز و بسته کردن و تعمیر ساعت همسایگان و آشنایان می‌پرداخت.
پس از مرگ مادرش در سال ۱۸۷۶ او بسیار آشفته شد. پدر او انتظار داشت که او مزرعه خانوادگی را پس از پدر مدیریت کند اما او از کار در مزرعه متنفر بود. او سپس نوشت: «من هیچ‌وقت علاقه‌ای به مزرعه نداشتم… تنها مادری را که در آن مزرعه بود دوست داشتم.»
در سال ۱۸۷۹ او مزرعه را رها کرد و برای کار با ماشین‌های صنعتی به دیترویت رفت. او سپس به مزرعه در دیربورن بازگشت و متخصص کار با موتورهای بخار وستینگهاوس شد. سپس توسط وستینگهاوس برای تعمیر موتورها استخدام شد.

## ازدواج
فورد با کلارا آلا بریانت در سال ۱۸۸۸ ازدواج کرد. او مخارج خانواده خود را با مزرعه داری و آسیاب تأمین می‌کرد. در سال‌های بعد، صاحب پسری شد، که نامش را ادزل نهاد.

## در عرصه کار
در سال ۱۸۹۱ فورد به عنوان مهندس در شرکت روشنایی توماس ادیسون مشغول به کار شد.

## شرکت فورد

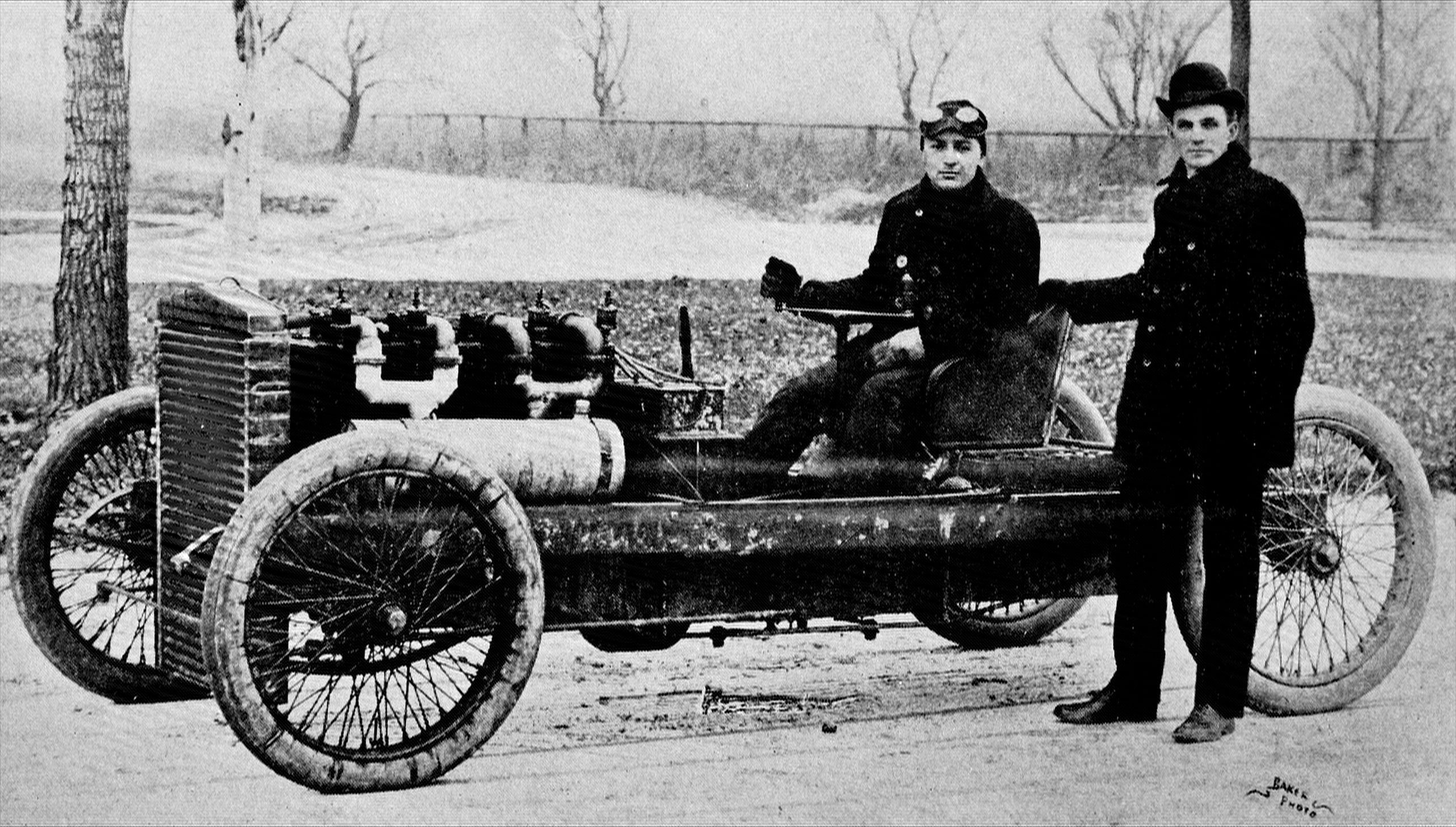
هنری فورد (ایستاده) در کنار بارنی اولدفیلد

در این هنگام مالکومسون سرمایه‌گذاران جدیدی را به شرکت آورد و برادران دوج را متقاعد کرد که بخشی از شرکت جدید را قبول کنند. این شرکت جدید در سال ۱۹۰۳ با ۲۸۰۰۰ دلار سرمایه به نام شرکت موتورسازی فورد تغییر نام داد. سرمایه‌گذاران اولیه فورد و مالکومسون، برادران داج، دایی مالکومسون جان گری، منشی مالکومسون جیمز کوزنز و دو وکیل مالکومسون جان اندرسون و هوراس رکهام بودند. فورد خودرو جدیدی به نمایش درآورد که توانست بر روی یخ دریاچه سنت کلیر سرعت ۱۴۷ کیلومتر در ساعت را ثبت کند. با این موفقیت بارنی الدفیلد این خودرو جدید را ۹۹۹ نام داد و با آن به مسابقه در همه ایالات متحده پرداخت. این کار باعث شهرت فورد در همه آمریکا شد.

### فورد مدل تی
در اکتبر سال ۱۹۰۸ فورد مدل تی به بازار عرضه شد. این مدل دارای غربیلک فرمان در سمت چپ بود. پس از آن همه کارخانجات دیگر نیز اینکار را تقلید کردند. در این مدل، همه موتور در یک بسته قرار داشت و چهار سیلندر در یک بخش ثابت بودند. این خودرو بسیار ساده برای رانندگی مناسب و تعمیر کردن آن نیز بسیار ارزان بود. قیمت آن در سال ۱۹۰۸ ۸۲۵ دلار بود (معادل ۲۱۳۴۰ دلار امروزی) و با کم شدن قیمت تا سال ۱۹۲۰ بیشتر رانندگان آمریکایی، رانندگی را با مدل T یادگرفته بودند.
سپس فورد به تبلیغات بسیاری در دیترویت پرداخت تا مطمئن باشد که همه روزنامه‌ها و مجلات تبلیغی از محصول او دارند. فورد همچنین با فروشندگان محلی روابط خوبی برقرار کرد و خودرو خود را در همه شهرهای آمریکای شمالی پخش کرد. این فروشندگان از سود فروش خودروها به ثروت بسیاری رسیدند. همچنین فورد علاقه بسیاری به فروش خودرو خود به کشاورزان داشت، زیرا معتقد بود خودرو باعث بهبود تجارت کشاورزی نیز می‌شود. در این سال‌ها، و در چندین سال متوالی، شرکت او سود ۱۰۰ درصد به‌دست‌آورد. در سال ۱۹۱۳ فورد ایده محل تولید متحرک بر روی چرخ را ایجاد کرد که باعث افزایش چشمگیر تولید شد.
در سال ۱۹۱۴ تولید از ۲۵۰٫۰۰۰ دستگاه در سال عبور کرد. در سال ۱۹۱۶ قیمت خودرو به ۳۶۰ دلار کاهش یافت (معادل ۷۰۲۰ دلار در ۲۰۰۸). اینکار باعث افزایش تولید به ۴۷۲٫۰۰۰ دستگاه در سال گردید. در سال ۱۹۱۸ نیمی از خودرو‌های ایالات متحده از مدل تی بودند.
در زمان وودرو ویلسون از او درخواست شد، که به عنوان دموکرات از سنای میشیگان انتخاب شود. فورد به عنوان نامزد طرفدار صلح مطرح شد، با اینکه در آن زمان آمریکا در گیرودار جنگ جهانی اول بود.

### فورد مدل ای
با گسترش رقابت، فروش مدل تی در سال‌های ۱۹۲۰ کاهش یافت. این امر باعث شد که فورد، مدل جدید خود به نام مدل ای را مطرح کند. در این زمان فورد به تقلید از رقیب خود جنرال موتورز شروع به تغییر مدل به صورت سالیانه کرد.
فورد به حسابداری اعتقادی نداشت و او تبدیل به یکی از ثروتمندترین مردان جهان شد، بدون اینکه حتی یکبار حسابرسی کند.

### فلسفه کاری

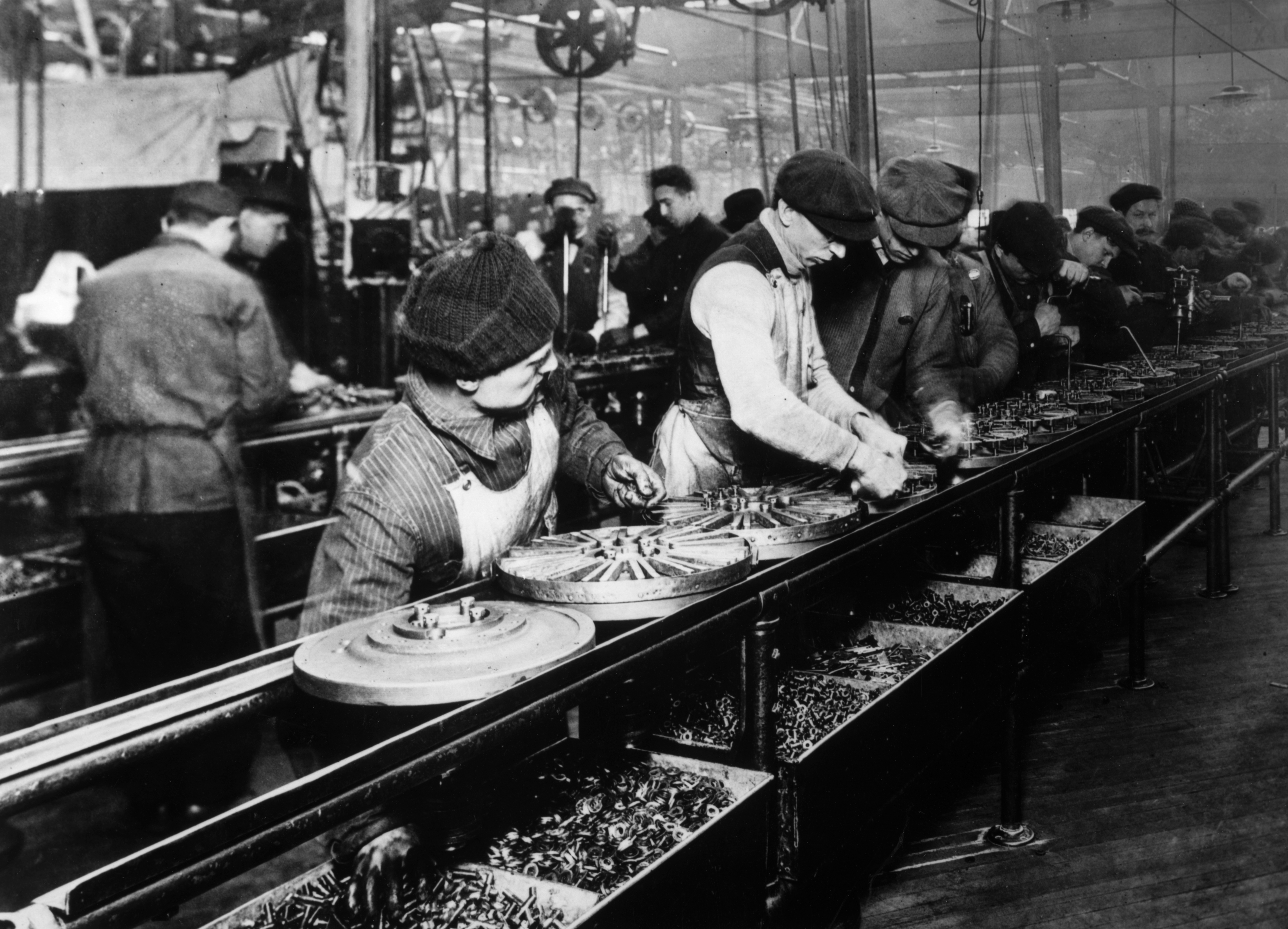
خط تولید فورد در سال ۱۹۱۳

فورد به بازدهی بالا اعتقاد داشت. او معتقد بود که بسیاری از شرکت‌ها کاری را که مناسب ۱۰۰ نفر است به ۳۰۰ نفر می‌دهند. او معتقد بود که باید بهترین کارگران را نگهدارد.
در سال ۱۹۱۴ فورد همه شرکت‌ها را با پیشنهاد حقوق ۵ دلار در روز (معادل ۱۲۰ دلار در روز امروزی) شگفت زده کرد. این مقدار بیش از دو برابر حداکثر حقوق در دیگر شرکت‌ها بود. این کار بسیار سودآور بود، که باعث شد بهترین مکانیک‌ها برای کار به شرکت او هجوم آورند. این کار باعث افزایش بازدهی، کاهش هزینه آموزش و افزایش تخصص گشت. فورد همچنین ساعات کاری را کاهش داد.
اینکار باعث شد که رقیبان فورد مجبور شوند که حقوق‌ها را افزایش داده یا بهترین کارکنان خود را از دست دهند. فورد ثابت کرد که با دادن حقوق بیشتر به کارگران بازدهی آنان افزایش یافته و اقتصاد توسعه می‌یابد.
او همچنین به کارگرانی که دارای شرایط کافی بوده و بیشتر از ۶ ماه کار کرده بودند بخشهایی از سهام شرکت را واگذار می‌کرد؛ اما او نسبت به کارهای غیراخلاقی نظیر مستی، قمار و کارهای مشابه بسیار سختگیر بود. او بخشی به نام بخش اجتماعی داشت که دارای ۵۰ کارمند بود و تنها وظیفه آن‌ها نظارت به قوانین اخلاقی کارکنان بود. به دلیل اینکه این قوانین بسیار سختگیرانه بود، درصد کمی از کارگران شرایط لازم برای گرفتن سهام را داشتند.
دخالت فورد در زندگی شخصی کارگران بحث‌برانگیز بود و او سپس از بخش‌های بحث برانگیزتر آن دست کشید. در سال ۱۹۲۲ او از بسیاری سیاست‌های پیشین پدرانه خود دست کشید.
فورد به شدت با اتحادیه‌های صنفی مخالف بود. او معتقد بود این اتحادیه‌ها به شدت توسط بعضی رهبران مورد تأثیر قرار می‌گیرند که در نهایت کارهایی به ضرر کارگران انجام می‌دهند. وی معتقد بود این اتحادیه‌ها با سختگیری قصد جلوگیری در پیشرفت کار و بازدهی بالا را دارند در صورتی که به نظر او بازده بالا مهمترین نیاز برای بهبود کار بود.
فورد همچنین معتقد بود که رهبران این اتحادیه‌ها برای منافع شخصی از بحران‌های مالی سوء استفاده می‌کنند.

## جنگ و صلح
فورد به شدت با جنگ مخالف بود. از این رو در زمان جنگ جهانی اول از کسانی که احساس می‌کرد به این جنگ کمک مالی کردند، انتقادات بسیاری کرد و تلاش بسیاری برای متوقف کردن آنان در ۱۹۱۵ انجام داد. فورد به همراه گروه دیگری از مخالفان جنگ به اروپا سفر کرد. این گروه از رئیس‌جمهور وقت، وودرو ویلسون درخواست حمایت نمود اما جوابی دریافت نکرد. او به کشورهای بیطرف نظیر سوئد و هلند رفت و با فعالان صلح طلب دیدار کرد. این کار او توسط بسیاری مورد تمسخر قرار گرفت.
در زمان تشکیل لیگ ملت‌ها که پیش زمینه سازمان ملل متحد بود، وودرو ویلسون از فورد درخواست کرد، که به نمایندگی سنا در بیاید. ویلسون معتقد بود که فورد می‌تواند به تشکیل لیگ ملت‌ها کمک کند.
فورد با شدت بیشتری با جنگ جهانی دوم مخالف بود. او معتقد بود که جنگ توسط بانکدارانی که به دنبال نابودی بشریت هستند تبلیغ می‌شود. او معتقد بود که غرق شدن کشتی‌های آمریکایی توسط زیردریایی‌های آلمان بخشی از توطئه سری، برای وارد کردن آمریکا به جنگ جهانی دوم است.
بانکداران معمولاً لغتی بود که فورد برای یهودیان استفاده می‌کرد. او معتقد بود که یهودیان جنگ جهانی اول را نیز هدایت و اجرا کرده‌اند. او از دولت فرانکلین روزولت متنفر بود. در این زمان او همچنان به تجارت با آلمان نازی ادامه داد. این فعالیت‌ها شامل فعالیت‌های نظامی نیز می‌شد.

## دیربورن ایندیپندنت
فورد در سال‌های ۱۹۲۰ نشریه‌ای چاپ کرد، که در آن به شدت با یهودیان به مقابله پرداخت. در این زمان فورد یکی از معدود شرکت‌هایی بود که کارگران سیاه‌پوست را استخدام می‌کرد و از این رو بحث نژادپرستی در مورد او مطرح نبود.
در سال ۱۹۱۸ یکی از منشی‌های او نشریه‌ای گمنام به نام دیربورن ایندیپندنت را خریداری کرد. این نشریه نخستین نسخه پروتکل بزرگان صهیون را در آمریکا منتشر کرد. گروه‌های یهودی در این زمان به مخالفت گسترده با او پرداختند. در فوریه ۱۹۲۱ نشریه نیویورک تایمز مصاحبه‌ای با هنری فورد کرد که در آن او گفت: «تنها چیزی که من می‌توانم در مورد پروتکل‌ها بگویم این است که آن‌ها کاملاً با وقایعی که در حال اتفاق افتادن است مطابقت می‌کنند.» در مستندی که در سال ۲۰۱۰ به نام یهودیان و بیسبال منتشر شده‌است ادعا شده که فورد در سال ۱۹۲۰ گفته‌است: «اگر تماشاچیان بیسبال بخواهند بدانند مشکل با بیسبال آمریکایی چیست باید گفت که سه لغت - شمار بسیاری یهودی.»
در آلمان نازی مقالات نشریه دیربورن ایندیپندنت در کتابی به نام یهودی بین‌المللی: بزرگترین مشکل جهان به چاپ رسید.
پخش شدن یهودی بین‌المللی در سال ۱۹۴۲ توسط فورد متوقف شد. این کتاب هنوز هم در آلمان ممنوع است هرچند کپی‌های بسیاری از آن در اینترنت موجود است.
با اینکه فورد مقالات ضدیهودی بسیاری در مجله خود چاپ کرده بود، اما با خشونت علیه یهودیان مخالف بود. هر چند که او رفتار یهودیان را مقصر و دلیل این خشونت می‌دانست. بیشتر مقالات نشریه او توسط خود او نوشته نشده‌اند، با اینکه در بسیاری از این مقالات اسمش با اجازه وی به کار رفته‌است. در سال ۱۹۲۷ با شکایت یهودیان نشریه دیربورن ایندیپندنت تعطیل شد. در این زمان فورد مجبور به معذرت خواهی از یهودیان شد.

## فورد و حزب نازی
هاینریش هیملر در سال ۱۹۲۴ در مورد هنری فورد نوشت: «او یکی از باارزشترین، مهم‌ترین و آگاه‌ترین جنگجویان است.»
فورد تنها فرد آمریکایی است که در کتاب نبرد من هیتلر از او نام برده شده‌است. آدولف هیتلر در مورد او نوشته‌است «تنها یک مرد تنهای بزرگ، فورد، که (یهودیان) از او متنفر هستند، دارای استقلال کامل است. از بین رئیسان کشوری با جمعیت ۱۲۰ میلیون نفر». در سخنرانی ۱۹۳۱ هیتلر از فورد به عنوان فردی مهم یاد کرد و دلایل خود را برای نگهداری عکس تمام قد فورد در کنار میزش بیان کرد. استیون وات نوشته‌است که هیتلر، فورد را الگوی خود قرار داده بود و گفته بود «من همه تلاش خود را خواهم کرد تا تئوری‌های او را در آلمان عملی کنم» و او فولکس‌ بیتل و شرکت فولکس را بر اساس مدل تی و بر پایه شرکت فورد   طراحی و تاسیس کرد.
در سال ۱۹۲۴ فورد با کرت لودک یکی از نمایندگان هیتلر در خانه ملاقات کرد. لودک به همراه زیگفرید واگنر (فرزند ریچارد واگنر آهنگساز معروف) بود، که او نیز از طرفداران حزب نازی و از مخالفان یهودیان بود. لودک از فورد درخواست کمک مالی به حزب نازی کرد، اما او با اینکار مخالفت کرد.
در سال ۱۹۳۸ پیش از شروع جنگ جهانی دوم، سفیر آلمان در کلیولند، به فورد در ۷۵ امین جشن تولد او، مدال بزرگ عقاب آلمانی را داد، که بالاترین مدال آلمان نازی بود، که به یک خارجی ممکن بود، داده شود.

## تصورات اشتباه
هنری فورد نه خودرو را ابداع کرد و نه خط مونتاژ را. او خط مونتاژ را، گاهی با دانش مهندسی خودش و البته معمولاً با پشتیبانی مالی از کارهای دیگر کارمندان خود، تا حد بسیاری بهبود داد. «استفاده از خط مونتاژ در تولید خودرو از ابداعات فورد است و روش درون‌سوز در ساخت خودرو برای برطرف کردن مشکلات و تولید انبوه با رویکرد کاهش قیمت خودرو و استفاده عموم مردم آمریکا» افتخار اختراع نخستین خودروی مدرن به کارل بنز٬ یکی از بنیان‌گذاران مرسدس بنز، نسبت داده می‌شود و خط مونتاژ نیز در طول تاریخ شکل گرفته و وجود داشته‌است.